# Нервная анорексия
Не́рвная анорекси́я (лат. anorexia nervosa) (от др.-греч. ἀν- — «без-», «не-» и ὄρεξις — «позыв к еде, аппетит») — расстройство приёма пищи, характеризующееся значительно сниженным весом тела, преднамеренно вызываемым и/или поддерживаемым самим пациентом, в целях похудения или для профилактики набора лишнего веса. Чаще всего встречается у девушек. Многими специалистами признаётся разновидностью самоповреждения. При анорексии наблюдается патологическое желание потери веса, сопровождающееся сильным страхом ожирения. У больного наблюдается искажённое восприятие своей физической формы и присутствует беспокойство об увеличении веса, даже если такового в действительности не наблюдается.
Основные диагностические критерии нервной анорексии по МКБ-10 и DSM-5 схожи. Однако имеются некоторые отличия. В частности, согласно критериям DSM-5, аменорея не входит в группу ведущих симптомов нервной анорексии.
Для скрининга нервной анорексии применяется Тест отношения к приёму пищи (ЕАТ-26), разработанный Институтом психиатрии Кларка университета Торонто.

## Распространённость
Чаще всего анорексией страдают молодые женщины и девочки. По приблизительным оценкам, хотя бы раз в жизни пострадали от проблем, связанных с анорексией, от 0,9 % до 4,3 % женщин и от 0,2 % до 0,3 % мужчин.

## Этиология
Причины анорексии делятся на биологические (генетическая предрасположенность), психологические (влияние семьи и внутренние конфликты), а также социальные (влияние окружающей среды: ожидания, подражания, в частности диеты). Анорексию принято считать женским заболеванием, которое проявляется в подростковом возрасте.

### Факторы риска
1. Генетические факторы. Анализ сцепления генов в пределах генома не обнаружил локусы для широкой диагностической категории нервной анорексии, однако анализ родословных как минимум одной пары родственников с ограничительным типом нервной анорексии определил сцепление с хромосомой 1р34 (Grice et al., 2002). Стремление к худобе и навязчивость наиболее тесно связаны с нервной анорексией, обусловливая новые генетические локусы на хромосомах 1 для смешанного показателя и 13 для стремления к худобе (Devlin et al., 2002). Исследования по изучению связей сфокусированы на изучении генов, имеющих отношение к специфическим нейрохимическим факторам пищевого поведения. Одним из таких кандидатов является НТR2A-ген серотонинового рецептора 5-НТ2А. Ген мозгового нейротрофического фактора (BDNF) также задействован как ген восприимчивости к нервной анорексии. Этот белок участвует в регулировании пищевого поведения на уровне гипоталамуса, в том числе и в регулировании уровня серотонина, снижение которого вызывает депрессию. Генетическая уязвимость, вероятно, заключается в предрасположенности к определённому типу личности, к психическому расстройству (аффективное расстройство или тревожное расстройство) или к дисфункции нейромедиаторных систем. Следовательно, генетическая предрасположенность и уязвимость могут проявиться в неблагоприятных условиях, например при неправильной диете или после эмоционального стресса.
2. Биологические факторы — избыточная масса тела и раннее наступление первой менструации. Кроме того, причина заболевания может крыться в дисфункции регулирующих пищевое поведение нейромедиаторов, таких как серотонин, дофамин, норадреналин . Исследования наглядно продемонстрировали дисфункцию всех трёх указанных выше медиаторов у пациентов с расстройствами пищевого поведения. Пищевые дефициты — дефицит цинка играет роль в анорексии, но не является причиной болезни. Есть доказательства, что это может быть фактор, который углубляет патологию анорексии. В 1994 году рандомизированное исследование показало, что цинк (14 мг в день) удвоил скорость увеличения массы тела по сравнению с пациентами, принимающими плацебо[13].
3. Семейные факторы — больше шансов возникновения расстройства пищевого поведения у тех, кто имеет родственников или близких, страдающих нервной анорексией, нервной булимией или ожирением. При наличии члена семьи или родственника, страдающего депрессией, злоупотреблением психоактивными веществами или зависимостью от них, также повышается риск возникновения расстройства.
4. Личностные факторы — к психологическим факторам риска относятся перфекционистски-обсессивный тип личности, особенно для ограничительного типа нервной анорексии. Низкая самооценка, депрессия, чувство собственной неполноценности, неуверенности и несоответствия требованиям являются факторами риска развития нервной анорексии[14].
5. Культуральные факторы — к ним относятся: проживание в индустриально развитой стране и акцент на стройности (худобе) как главном признаке женской красоты. Стрессовые события, такие как смерть близкого родственника или друга, сексуальное или физическое насилие, также могут быть факторами риска развития расстройства пищевого поведения.
6. Возрастной фактор — с точки зрения психологов советской патопсихологической школы, возраст является одним из важнейших условий, определяющих предрасположенность к нервной анорексии. Группой риска являются подростковый и юношеский возрасты[15]. В последние десятилетия наметилась динамика снижения возраста манифестации заболевания.

## Диагностика
Для достоверного диагноза требуются все следующие признаки:
1. Вес тела сохраняется на уровне как минимум на 15 % ниже ожидаемого (более высокий уровень был снижен или так и не был достигнут), или индекс массы тела Кетле составляет 17,5 или ниже (этот индекс определяется соотношением веса тела в килограммах к квадрату роста в метрах). В препубертатном возрасте может обнаружиться неспособность набрать вес в период роста.
2. Потеря веса вызывается самим пациентом за счёт избегания пищи, которая «полнит», и одного или более приёмов из числа следующих: вызывание у себя рвоты, приём слабительных средств, чрезмерные гимнастические упражнения, использование средств, подавляющих аппетит и/или диуретиков.
3. Искажение образа своего тела принимает специфическую психопатологическую форму, при которой страх перед ожирением сохраняется в качестве навязчивой и/или сверхценной идеи и больной считает допустимым для себя лишь низкий вес.
4. Общее эндокринное расстройство, включающее ось гипоталамус-гипофиз-половые железы и проявляющееся у женщин аменореей, а у мужчин потерей полового влечения и потенции; могут быть повышенными уровни гормона роста и кортизола, изменения периферического метаболизма тиреоидного гормона и аномалии секреции инсулина.
5. При начале в препубертатном возрасте проявления пубертатного периода задерживаются или даже не наблюдаются (прекращается рост, у девочек не развиваются грудные железы и имеет место первичная аменорея, а у мальчиков остаются ювенильными половые органы); при выздоровлении подростковый период часто завершается нормально, но поздно наступает первая менструация.

### Прочие симптомы нервной анорексии
В признаки анорексии принято включать:
- Отрицание больным проблемы.
- Постоянное ощущение больным собственной полноты.
- Нарушения способов питания (еда стоя, дробление пищи на маленькие кусочки, приём пищи в одиночестве).
- Нарушения сна.
- Панический страх поправиться, приёма пищи, отражения в зеркале.
- Депрессивность.
- Необоснованный гнев, чувство обиды.
- Увлечение темами, связанными с едой: внезапно появившийся интерес к приготовлению пищи, коллекционирование рецептов, просмотр кулинарных книг, увлечение кулинарией и приготовление роскошных трапез для родственников и друзей без участия самого больного в приёме пищи; интерес к разным диетам.
- Изменения в социальной и семейной жизни: нежелание присутствовать на встречах и общих трапезах, прекращение общения с близкими, частые и долгие посещения ванной комнаты или чрезмерные занятия спортом вне дома.
- Изменения в поведении: раздражительность и грусть, сменяющие эйфорию; пониженная активность.

Социальные страхи подтверждаются невозможностью делиться с окружающими отношением к еде, что вызывает проблемы в ближайшем окружении.
Среди физических нарушений, вызванных анорексией:
- проблемы с менструальным циклом;
- сердечная аритмия;
- постоянная слабость;
- мышечные спазмы;
- альгодисменорея.

Самооценка больного анорексией зависит от фигуры и веса, причём вес оценивается не объективно. Потеря веса расценивается как достижение, набор — как недостаточный самоконтроль. Такие взгляды сохраняются даже в последней стадии («мой рост 170 см, вес 35 кг, хочу весить 25 кг»). Для скрининга нервной анорексии используется Тест отношения к приёму пищи.
Одним из опасных для здоровья следствий анорексии является самоназначение и чрезмерный приём гормональных препаратов. Такие случаи, как правило, не поддаются даже принудительному лечению.

## Стадии заболевания
1. Дисморфофобия — преобладают мысли о собственной неполноценности и ущербности в связи с мнимой полнотой. Характерно подавленное настроение, тревога, длительное рассматривание себя в зеркале. В этот период возникают первые попытки ограничивать себя в еде, поиск идеальной диеты.
2. Анорексия — возникает на фоне стойкого голодания. Достигается снижение веса на 20—30 %, что сопровождается эйфорией и ужесточением диеты, «чтобы похудеть ещё больше». При этом больной активно убеждает себя и окружающих в отсутствии у себя аппетита и изнуряет себя большими физическими нагрузками. Из-за искажённого восприятия своего тела пациент недооценивает степень похудения. Объём циркулирующей в организме жидкости уменьшается, что вызывает гипотонию и брадикардию. Это состояние сопровождается зябкостью, сухостью кожи и алопецией. Ещё один клинический признак — прекращение менструального цикла у женщин и снижение полового влечения и сперматогенеза у мужчин. Также нарушается функция надпочечников вплоть до надпочечниковой недостаточности. Из-за активного распада тканей подавляется аппетит.
3. Кахексия — период необратимой дистрофии внутренних органов. Наступает через 1,5—2 года. В этот период снижение веса достигает 50 % и более от своей долженствующей массы. При этом возникают безбелковые отёки, нарушается водно-электролитный баланс, резко снижается уровень калия в организме. Данный этап, как правило, необратим. Дистрофические изменения приводят к необратимому угнетению функций всех систем и органов и смерти.

## Физические последствия
1. Патология сердечно-сосудистой системы — сердечная аритмия (чаще всего брадикардия), нередко приводящая ко внезапной сердечной смерти (ВСС) из-за недостатка калия и магния, а также прочих минеральных веществ и нарушения баланса электролитов; обмороки; головокружение; постоянное ощущение холода из-за замедленного пульса.
2. Патология кожи: выпадение волос; сухая кожа, бледность кожи; появление мелких волос на лице и на спине; отёки вследствие недостатка белков; нарушение структуры ногтей.
3. Нарушения работы пищеварительной системы: судорожные боли в желудке; хронический запор; тошнота; отёки живота; функциональная диспепсия.
4. Нарушения работы эндокринной системы, например: недостаток тиреоидных гормонов, замедление обмена веществ, аменорея и неспособность зачать.
5. Прочие последствия: остеопороз и частые патологические переломы костей, позвонков, уменьшение массы мозга.
6. Психические последствия: гиперактивность; депрессия; социофобия; антропофобия; паническое расстройство; тревожное расстройство; обсессивно-компульсивное расстройство; самоубийство.

Для диагностики физических (органических) последствий нервной анорексии необходимы Инструментальные медицинские исследования, такие как гастроскопия, эзофагоманометрия, ЭКГ, рентген и т. д.

## Лечение нервной анорексии
В лечении нервной анорексии ключевыми элементами являются улучшение соматического состояния, поведенческая, когнитивная и семейная психотерапия. А также повышение социальной активности, уменьшение физической активности, использование графиков еды. Фармакотерапия в лучшем случае представляет собой дополнение к другим видам психотерапии. 
Но относительно слабая эффективность психотропной терапии, быстрое формирование соматоэндокринных расстройств и негативный настрой пациенток на лечение даёт основание предположить эффективность применения антидепрессантов c мелатонинергической направленностью в отношении аффективных симптомов при нервной анорексии. 
Неотъемлемыми компонентами лечения являются алиментарная реабилитация и меры, направленные на восстановление массы тела. Одновременно проводится терапия соматических и психических расстройств, предотвращение рецидива. Предполагается, что сам страдающий анорексией должен принимать активное участие в лечении. Продолжительность курсов психотерапии от 1 года у пациентов, которые восстановили свой нормальный вес, 2 года и более у больных, чей вес по-прежнему находится ниже нормальной отметки. Нормальной считается прибавка в весе на 0,4–1 кг в неделю.
Поведенческая психотерапия приводит к увеличению массы тела. Когнитивная психотерапия направлена на исправление искажённых когнитивных образований в виде восприятия себя толстым, определения собственной ценности исключительно в зависимости от образа собственного тела и глубокого чувства неэффективности и неполноценности. Одним из элементов когнитивной терапии является когнитивное реструктурирование. При этом подходе пациенты должны найти специфические негативные мысли, составить перечень доказательств в пользу этих мыслей и перечень доказательств, опровергающих эти мысли, сделать обоснованный вывод и использовать его для управления собственным поведением. Другой элемент когнитивной терапии — решение проблем. При этой процедуре пациент идентифицирует конкретную проблему, разрабатывает разные решения, рассматривает вероятную эффективность и осуществимость каждого решения проблемы, выбирает наилучшее, определяет этапы реализации этого решения, осуществляет его и затем оценивает весь процесс решения проблемы исходя из результата. Ещё одним существенным элементом когнитивной терапии является мониторинг: пациент должен делать ежедневные записи в отношении приёма пищи, включая тип съеденных продуктов, время приёма пищи и описание окружающей обстановки, в которой принималась пища.
Семейная психотерапия особенно эффективна у людей младше 18 лет. Она направлена на коррекцию нарушения отношения в семье, приводящего к развитию заболевания у ребёнка.
В программах алиментарной реабилитации обычно используют эмоциональную заботу и поддержку, а также разнообразные техники поведенческой психотерапии, которые предусматривают сочетание подкрепляющих стимулов, объединяющих физические упражнения, постельный режим, кроме того, отдаётся приоритет целевой массе тела, желательным формам поведения и информативной обратной связи.
Лечебное питание пациентов, страдающих нервной анорексией, составляет важную часть их лечения. При хроническом голодании потребность в энергии снижена. Следовательно, прибавке веса можно способствовать, обеспечивая вначале относительно низкое поступление калорий и затем постепенно его повышая. Существует несколько схем наращивания питания, соблюдение которых гарантирует отсутствие побочных эффектов и осложнений в виде отёков, нарушения минерального обмена, поражения органов пищеварения.

## Исход болезни
- Выздоровление.
- Рецидивирующее (с периодами улучшений и ухудшений) течение.
- Смерть в результате необратимых изменений внутренних органов. По статистике, без лечения летальность больных нервной анорексией составляет 5—17%[18].
- В некоторых случаях нервная анорексия сменяется патологическим перееданием, что впоследствии приводит к набору веса и ряду психологических проблем другого характера.

Болезнь отличается упорным рецидивирующим течением. Общая частота рецидивов при нервной анорексии составляет 35 %. Восстановление занимает в среднем 5—6 лет с начала терапии. Процент выздоровления варьирует в пределах 23—50 %. У 30 % пациентов заболевание приобретает хронический характер течения с неблагоприятным исходом. Даже после лечения и увеличения массы тела многие пациенты продолжают обнаруживать признаки заболевания, в том числе перфекционизм в стремлении к худобе, что увеличивает риск развития рецидива.

## Социальные последствия
- В 2005 израильский фотограф Ади Баркан выступил с инициативой запрета на съёмки моделей, страдающих анорексией. Он всерьёз занялся проблемой анорексии[20].
- 19 марта 2012 года в Израиле был утверждён законопроект, запрещающий задействовать в рекламных кампаниях манекенщиц и фотомоделей с нездоровой худобой[21].
  - 16 ноября — международный день борьбы с анорексией с 2005 года.

## История
Самые ранние медицинские описания нервной анорексии приписывают Ричарду Мортону. Мортон был одним из выдающихся врачей XVII века. О своей первой пациентке Ричард Мортон пишет так:

… и на восемнадцатом году своей жизни, в июле месяце, она впала в полную подавленность от множества забот и страстей в своем уме, но без каких-либо симптомов гипохромии, следующей за этим… её аппетит начал снижаться, и её пищеварение стало плохим, её плоть стала вялой и рыхлой, и она выглядит бледной…
— Ричард Мортон (1637—1698)
Девушка проконсультировалась с доктором Мортоном уже после того, как была больна в течение двух лет, и только потому, что она испытывала частые обмороки. Мортон описывал её как «скелет, обтянутый кожей» (англ. skeleton only clad in skin).